# European Journal of Control
European Journal of Control is een internationaal, aan collegiale toetsing onderworpen wetenschappelijk tijdschrift op het gebied van de regeltechniek. De naam wordt in literatuurverwijzingen meestal afgekort tot Eur. J. Contr. Het wordt uitgegeven door Springer Science+Business Media namens de The European Union Control Association.